# McKay Valley
Das McKay Valley ist ein Tal in den Darwin Mountains des Transantarktischen Gebirges. Es ist das zentrale dreier eisfreier Täler östlich des Midnight-Plateau.
Das Advisory Committee on Antarctic Names benannte ihn 1996 nach dem Planetologen Christopher P. McKay (* 1955) von der NASA, der ab 1982 limnologische Untersuchungen im Hoaresee vorgenommen und dabei Pionierarbeit auf dem Gebiet der Ganzjahresdatenaufnahme zur Ökologie in den Antarktischen Trockentälern geleistet hatte.